# Irraggiungibile (Shade)
Irraggiungibile è un singolo del rapper italiano Shade, in collaborazione con la cantautrice italiana Federica Carta, pubblicato il 20 novembre 2017 come secondo estratto dal terzo album in studio Truman.

## Video musicale
Il video musicale, diretto dallo stesso Shade con Cristofer Stuppiello, è stato pubblicato il 20 novembre 2017 attraverso il canale YouTube della Warner Music Italy e vede la partecipazione dello youtuber Leonardo Decarli e dell'attrice Ludovica Bizzaglia. Il video presenta numerosi riferimenti al film La La Land.

## Tracce
Testi di Vito Ventura, musiche di Carlo Alberto Arnaud, Luca De Blasi, Antonio Maniglione e Giacomo Roggia.
1. Irraggiungibile (feat. Federica Carta) – 3:20

## Classifiche
| Classifica (2017) | Posizione massima |
| ----------------- | ----------------- |
| Italia            | 2                 |

### Classifiche di fine anno
| Classifica (2018) | Posizione massima |
| ----------------- | ----------------- |
| Italia            | 40                |